# Liste der Nummer-eins-Hits in Tschechien
Die Liste der Nummer-eins-Hits in Tschechien führt alle Spitzenreiter der tschechischen Singles- und Albumcharts auf.
Die Charts werden für die IFPI ČR, die tschechische Vereinigung der Schallplattenindustrie, ermittelt und auf ihrer Webseite veröffentlicht. Insgesamt 10 Charts werden von der IFPI zur Verfügung gestellt, darunter Airplay-, Download- und Klingeltoncharts. Für die Listen wurden die Radio Top100 Oficiální für die Singles und die Top50 Prodejní für die Alben ausgewertet.
Die Liste ist nach Jahren aufgeteilt.